# Bảo tàng Dân tộc học ở Poznań
Bảo tàng Dân tộc học ở Poznań (tiếng Ba Lan: Muzeum Etnograficzne w Poznaniu) là một bảo tàng tọa lạc tại số 25 Phố Grobla, Poznań, Ba Lan. Bảo tàng là chi nhánh của Bảo tàng Quốc gia ở Poznań.
Trụ sở của Bảo tàng là tòa nhà ở Phố Grobla, tại nơi đây buổi hòa nhạc đầu tiên của nghệ sĩ vĩ cầm kiêm nhà soạn nhạc Karol Lipiński đã diễn ra vào ngày 26 tháng 6 năm 1821. Tòa nhà này được xây dựng vào đầu thế kỷ 19, và đã được ghi vào Sổ đăng ký di tích theo số A019 ngày 22 tháng 10 năm 1953.
Bảo tàng Dân tộc học ở Poznań chính thức mở cửa đón công chúng vào ngày 7 tháng 6 năm 1987. Bảo tàng đã được đưa vào Sổ đăng ký Bảo tàng Nhà nước do Bộ trưởng Bộ Văn hóa và Bảo vệ di sản quốc gia lưu giữ, theo số đăng ký: Nghệ thuật.13 của Đạo luật ngày 21 tháng 11 năm 1996 về bảo tàng.
Phương châm hoạt động của Bảo tàng Dân tộc học ở Poznań là thu thập và triển lãm các hiện vật và kỷ vật có liên quan đến nền văn hóa dân gian của tỉnh Wielkopolskie. Bảo tàng tổ chức các cuộc triển lãm thường trực về nghệ thuật dân gian ở Wielkopolskie, bao gồm: điêu khắc, hội họa, trang phục, thêu ren, đồ trang trí bằng gốm sứ và bằng gỗ, nhạc cụ được sử dụng trong thế kỷ 19 và 20, và các thứ khác.